# シモキタブレイザー
『シモキタブレイザー』は、2024年公開の日本映画。監督は安藤光造。佐藤嘉寿人が初主演した。

## 概要
『灰色の壁』 (2022)を手がけた安藤光造監督が自身の生まれ故郷・東京下北沢を舞台に描くクライムコメディ。愛犬の命を助けるため闇バイトに手をだしてしまう青年。ひょんなことから犯罪組織にまきこまれることになり事態が二転三転する。往年のフォード、ランボルギーニ、マクラーレン、トランザムなどの名車が多数登場するカーチェイスもみどころとなっている。

## ストーリー
KEN（佐藤嘉寿人）はその日暮しのタトゥーアーティスト。SMOKY（赤名竜乃介）が栽培する大麻を街で販売してやっと生活していた。ある日、愛犬が病気にかかり手術費用が必要になり、二人でネットで見つけた闇バイトに参加することになる。同じく集められたBUZZ（青木 謙）とSNOW（倉冨なおと）とともに向かったのは宝石店。宝石強盗のバイトの最中、KENは店内に飾られていたレコードを持ち帰ってしまう。そのレコードは「シモキタブレイザー」という時価数億円の伝説のレコードだった。「シモキタブレイザー」をめぐって、宝石店の極悪オーナーゴンダ（佐藤タダヤス）や刑事のJINBEI（伊藤慶徳）と猫田（兒玉遥）らが動き出す・・・
一緒に宝石強盗をした男二人を裏切り宝石と一枚のレコードを持ち逃げした KENとSMOKYの２人は、居場所を突き止められてしまい刃物を突き付けられレコードのありかを聞かれる 。そんな絶体絶命の場面だが、そこにレコードを探す宝石店のオーナーの手下まで乗り込んでくる。一枚のレコードを巡って立場の違う 三者が鉢合わせてしまい、ここからドタバタの展開がスタート。SMOKYは手下の頭に鉢をぶち込みKENは飛び蹴りを浴びせ、部屋から逃げ出すと2 人はSNOWの乗ってきた名車トランザムに飛び乗り逃げ切れたと思っていたが、後ろからは猛スピードで追ってくるSNOW。下北沢の街を名車トランザムが爆音を響かせ駆け抜けるカーチェイスが始まる。
その間、愛犬とBUZZが宝石店の極悪オーナーゴンダに捕まってしまいKEN、 SMOKY、 SNOW、の3人はレコードと交換するためにゴンダの元へと向った。愛犬ブービーと4人の結末はいかに！？

## キャスト
- KEN - 佐藤嘉寿人
- SMOKY - 赤名竜乃介
- BUZZ - 青木謙
- SNOW - 倉冨なおと
- JINBEI - 伊藤慶徳
- KOBAN - 岡田地平
- 飯田橋くるみ - 出口亜梨沙
- 猫田 - 兒玉遥
- 宝石店のオーナーゴンダ - 佐藤タダヤス
- シゲタ - 仁也
- ゆきち - 浦彩恵子
- ゆーた - りゅうと
- 獣医 - 杉浦文紀
- MARCO - 室田真宏
- DOG - 蟹江アサド
- 警察官 - 謝花弘規
- 朝倉ここな - SNOWの酔っ払い彼女
- おっさん - チャンス大城
- チャンピオン - 寺地拳四朗
- 焼き鳥屋店店主 - モロ師岡

## スタッフ
- 監督・原案・プロデューサー：安藤光造
- 撮影：野村次郎
- 照明：溝渕健二
- 録音：飴田秀彦
- 美術：佐々木記貴
- 衣装：林万里依
- スチール：大久保賢二
- ヘアメイク：征矢杏子
- 助監督：躰中洋蔵
- 制作：西貴人
- 音楽：小河原周作、安祖兄小屋次
- 編集：水野翔斗
- 脚本：安祖兄小屋次、賀々賢三
- 脚本協力：大橋陽一郎
- coプロデューサー：田辺眞一
- 協力：長谷川トラストグループ
- 企画：株式会社モンキースパイス
- 配給： アルバトロス・フィルム

## 主題歌・エンディングテーマ
- 主題歌 - 安祖兄小屋次「S・M・K・T」
- エンディングテーマ - ELADYSUN「The thinkingtime」